# Zungaria
Zungaria (también transcrito como Dzungaria o Jungaria) es una región histórica-geográfica de Asia Central, ubicada entre las actuales República Popular China y Kazajistán, y casi contigua a las fronteras de Rusia y Mongolia. La mayor parte del territorio está bajo soberanía china, formando la parte septentrional de Sinkiang, también conocida como  Beijiang (en chino, 北疆; pinyin, Běijiāng; literalmente, ‘Norte de Sinkiang’).
Limitada al sur por la cordillera de Tian Shan y al norte por las cordillera de Altái, cubre aproximadamente 777 000 km², y se extiende en el oeste por Mongolia y en el este por Kazajistán. Antiguamente la denominación podría cubrir un área más amplia, coincidente con el kanato de Zungaria, un Estado separatista del siglo XVIII liderado por los nativos oirates que se asentaban en la zona.
Aunque geográfica, histórica y étnicamente distinta de la zona de habla túrquica de la cuenca del Tarim, la dinastía Qing y los gobiernos chinos posteriores integraron ambas áreas en una sola provincia, Sinkiang. Como centro de la industria pesada de Sinkiang —generador de la mayor parte del PIB de Sinkiang y con su capital política Ürümqi ("pasto hermoso", en mongol)— el norte de Sinkiang sigue atrayendo migración intraprovincial e interprovincial a sus ciudades. En comparación con el sur de Sinkiang (Nanjiang, o la cuenca del Tarim), Zungaria está relativamente bien integrada con el resto de China por ferrocarril y vínculos comerciales.

## Etimología
El nombre Zungaria es una corrupción de la expresión mongola Zuun Gar o Juun Gar, dependiendo del dialecto mongol usado. Zuun/Juun significa 'izquierda' y Gar significa 'mano'. El nombre se origina de la noción de que los mongoles occidentales estaban en el lado izquierdo cuando el Imperio mongol comenzó su división en mongoles del Este y del Oeste. Después de esta fragmentación, la nación de Mongolia occidental se llamó Zuun Gar. Hoy, la cuna de esta antigua nación conserva su nombre: Zungaria.

## Antecedentes

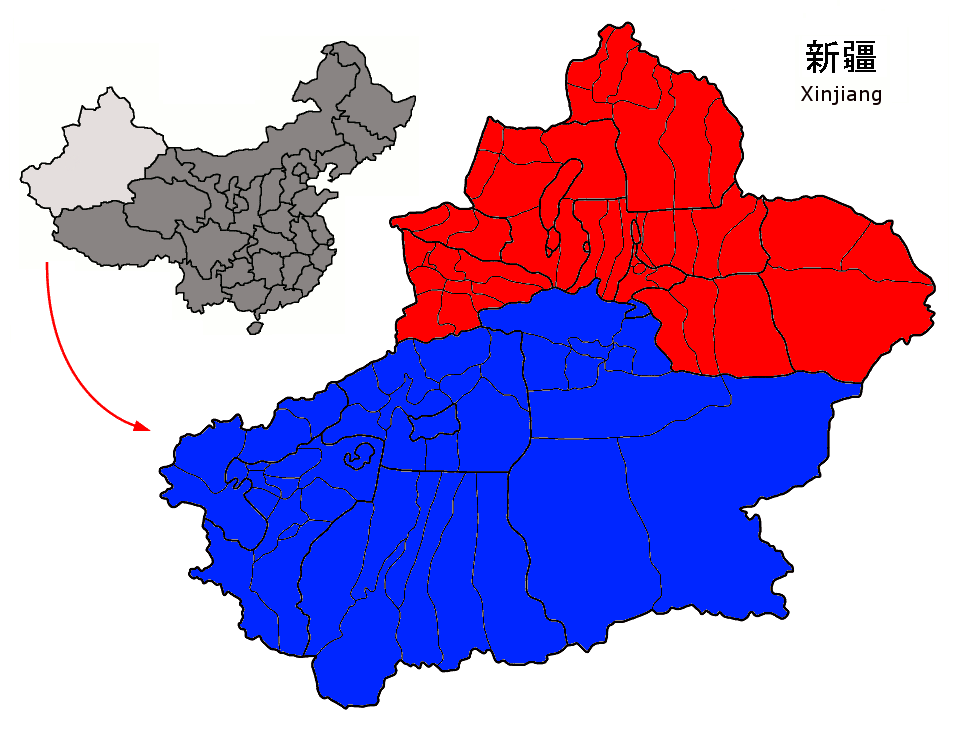
Zungaria
Cuenca del Tarim

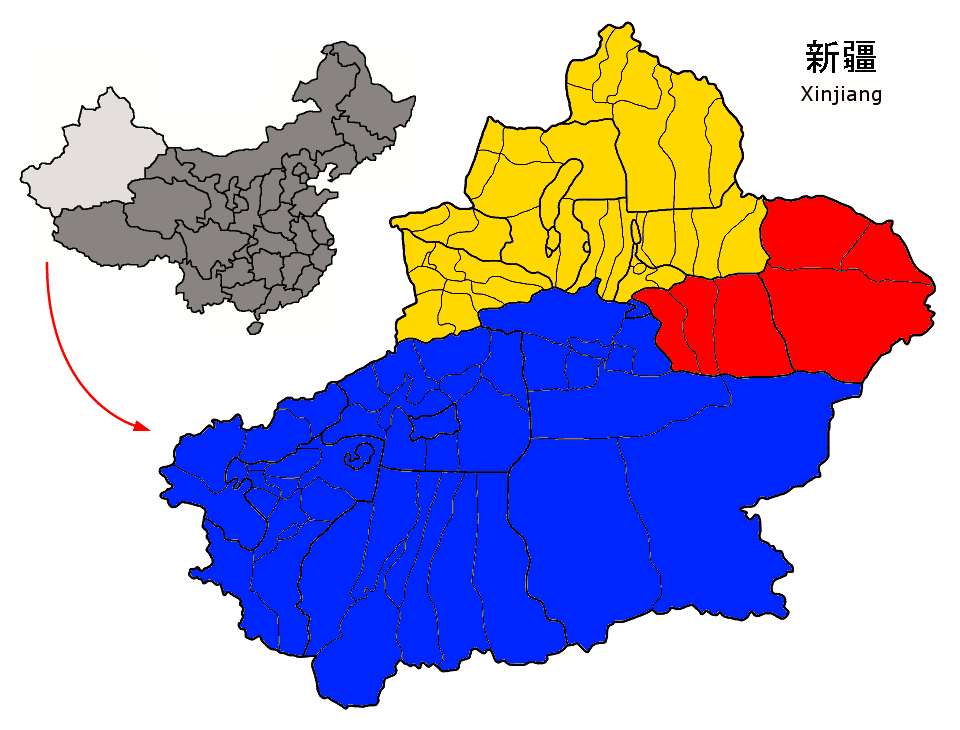
Norte de Sinkiang-cuenca de Zungaria (amarillo), Sinkiang Oriental-depresión de Turfán (prefectura de Turfán y prefectura Hami) (rojo), Sinkiang del Sur-cuenca de Tarim (azul)

Sinkiang consiste en dos regiones principales geográfica, histórica y étnicamente distintas: Zungaria, al norte de las montañas Tian San, y la cuenca del Tarim, al sur de esas montañas. Antes de la dinastía Qing, China los unificó en una sola entidad política llamada provincia de Sinkiang en 1884. En el momento de la conquista Qing en 1759, Zungaria estaba habitada por los zúngaros, nómadas budistas tibetanos de la estepa, mientras que la cuenca del Tarim estaba habitada por agricultores sedentarios musulmanes de habla túrquica, asentados en los oasis, conocidos ahora como uigures.

## Relieve e hidrografía

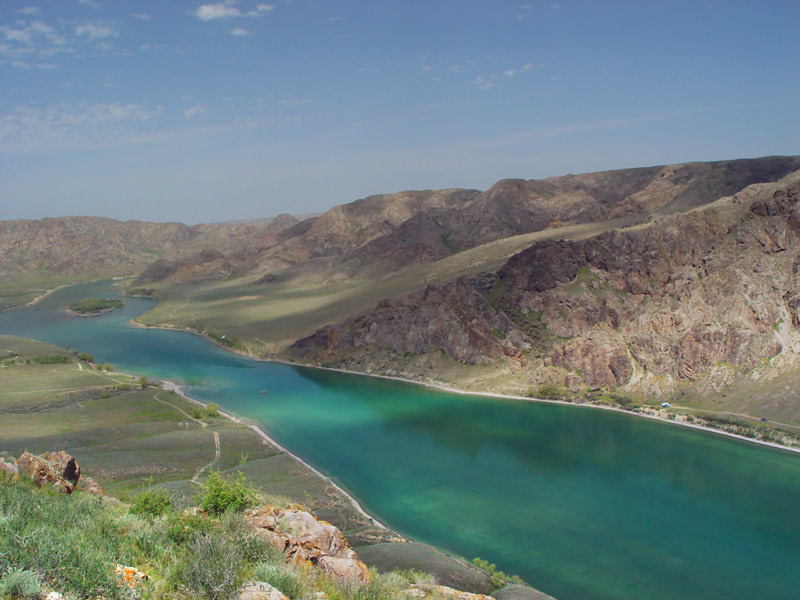
Valle del río Ili

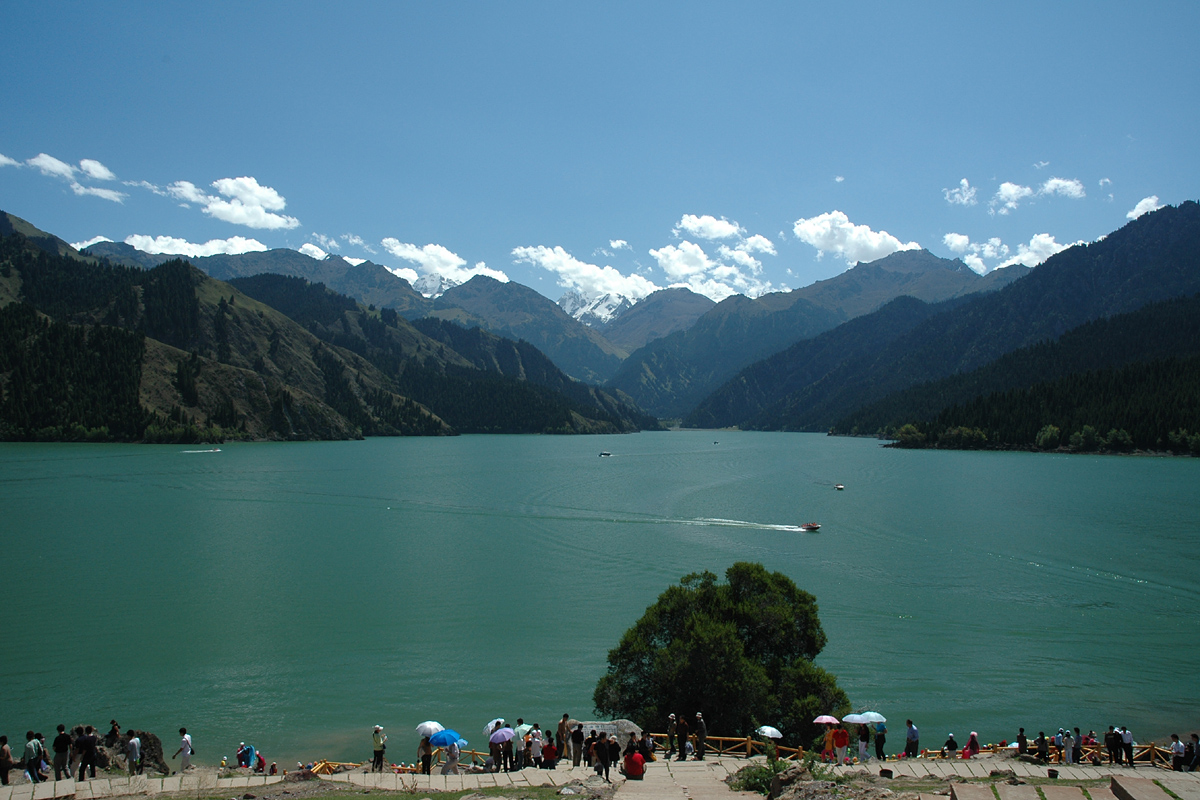
Lago del Cielo de Tian Shan

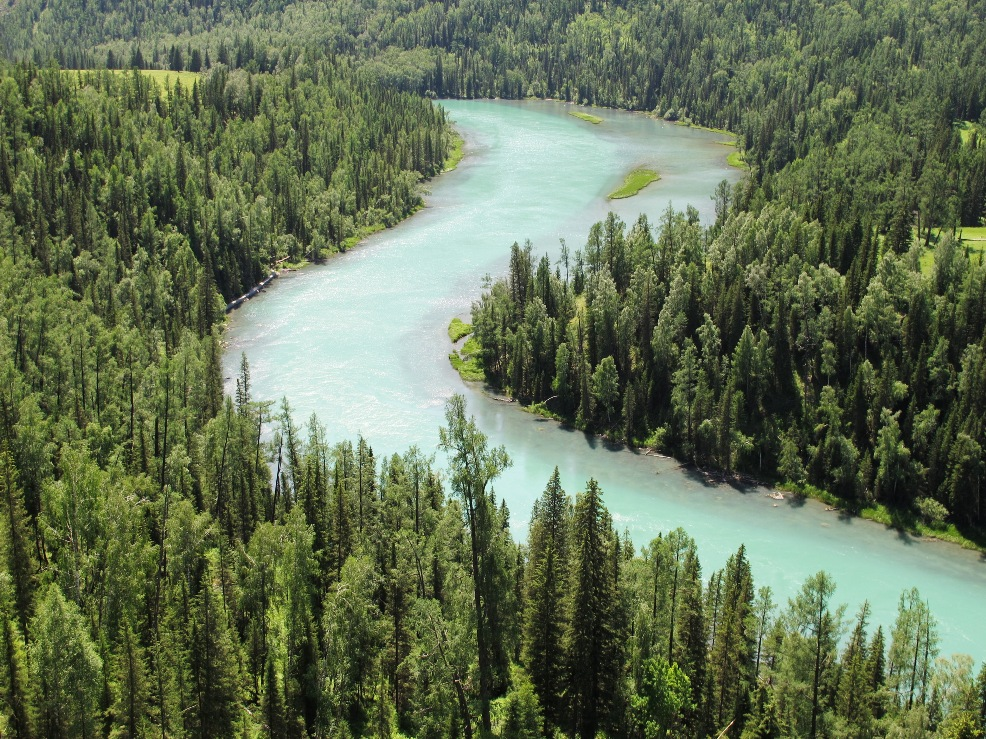
Lago Kanas

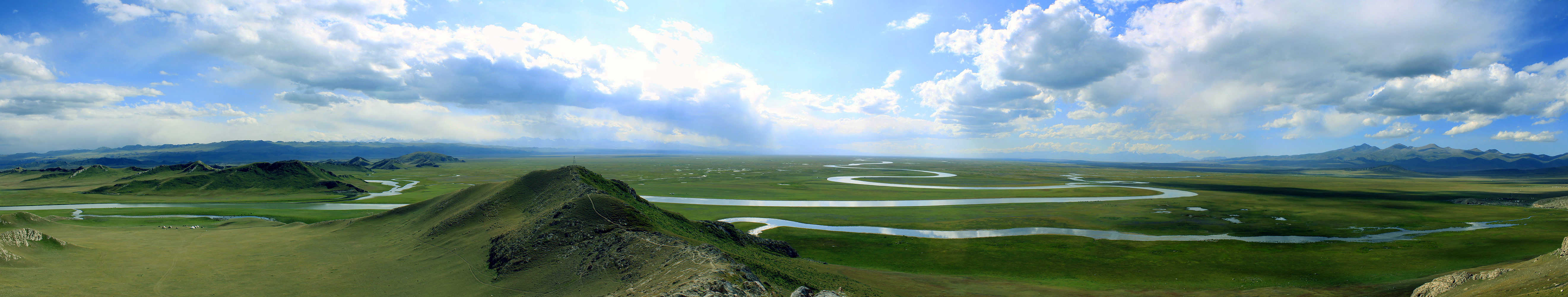
Condado de Hejing, Prefectura autónoma mongol de Bayingolin

Zungaria se encuentra delimitada naturalmente al norte por la cordillera de Altái mongola (Mongol Altáyn Nuruu), y al sur por otra importante cordillera, Tian Shan (o montes Celestiales). Suele considerarse que por el este alcanza hasta el gran lago salino —en proceso de colmatación y desecación— llamado Baljash, aunque las montañas de Zungaria separan la Zungaria propiamente dicha del lago. La región próxima al Baljash suele conocerse con el nombre ruso de Semirechia.
La Zungaria propiamente dicha corresponde con la región llamada en chino Junggar Pendi (cuenca [deprimida] de Zungaria), aunque la cuenca del Ili, por razones históricas, se considera como la zona meridional de Zungaria.

## Clima
El territorio se caracteriza por su clima muy seco y continental, razón por la cual se producen grandes amplitudes térmicas tanto estacionales como durante los ciclos diurnos y nocturnos. Su relieve es el de una gran cuenca endorreica rodeada por altas y escarpadas montañas con cimas nevadas y laderas cubiertas por abetos (predomina la especie llamada Picea sriemkiana), mientras que la mayor parte del territorio es una depresión que prehistóricamente formó parte de un mar interior. Como restos de tal mar interior queda un extenso salar y lagos someros y muy salinos como el Ulungur Hu, el Manas Hu y el Ebinur Hu. De este modo, la parte baja de Zungaria es casi en su totalidad un desierto frío con la presencia de zonas esteparias.
El grado de amplitud térmica es tal que, durante el invierno boreal, en enero, las temperaturas suelen descender a -40 °C en las zonas más bajas y durante el verano –especialmente en julio– las temperaturas pueden alcanzar fácilmente los 45 °C. Excepto en las montañas, las precipitaciones son escasas: bajo el rango de los 400 mm/año.

## Historia
Pese al relieve y al clima, la Zungaria ha desempeñado un papel de alguna significación histórica; antes de la era común fue uno de los principales asientos del pueblo (llamado por los chinos) wusun, así como sede de una especie de reino escita. También allí, se conoce la presencia hace al menos tres mil años de los llamados tocarios.
Durante el período que corresponde a la Edad Media europea, la región fue ocupada consecutiva –y muchas veces solapadamente– por diversos pueblos nómadas de las estepas: los xiongnu, los hunos, los xianbei, los uigures, los tiele y göktürk, los heftalitas y los mongoles de Gengis Kan. Luego pasó a ser el centro de los mongoles eleutas o Zúngaros, hasta que este pueblo fue prácticamente exterminado en 1757 por las tropas de la dinastía manchú de los Qing. Tras esa época, la Zungaria fue zona de conflictos fronterizos entre Rusia y China.
Gran parte de la población contemporánea pertenece a la nacionalidad kazaja, que habita las zonas rurales de estepas que rodean a las zonas más áridas del Junggar Pendi. La densidad de población es bajísima, viviendo en esta zona los sobrevivientes de los mongoles eleutas. En las ciudades predomina la población china (han) –en gran parte recientemente inmigrada– y hui, seguida numéricamente por la población uigur.

## Ciudades
Las ciudades principales de Zungaria son Ürümqi y Yining, encontrándose Turfán, en la cuenca del Tarim, casi inmediata a Zungaria.